# 結界師のフーガ
『結界師のフーガ』（けっかいしのフーガ）は、水瀬葉月による日本のライトノベル。イラストは鳴瀬ひろふみが担当。電撃文庫（メディアワークス）より2004年4月から刊行されている。第10回電撃ゲーム小説大賞〈選考委員奨励賞〉受賞作。

## あらすじ
結界師である絵馬はチョー凄腕だが、性格は豪快で型破り。逃げたい者を全力で逃がす『逃がし屋』稼業を助手の倫太郎と営みながら、人間とは違う妖怪たちと時に交渉し、時に戦い、時に友情を育みながら、彼らの謎を解き明かしていく。

## 登場人物
逆貫 絵馬
チョー凄腕かつ美人の隻腕の結界師。しかし、性格は豪快で型破り。「逃げたい」と願う人や妖怪を手助けする逃がし屋を営んでおり、一度依頼を受ければ全力でそれを遂行する。いつも明るく軽い風貌と突拍子もない言動が目立つ一方で、明確な意思や覚悟を持っており、自らの信念に従って人外の者たちと渡り合っていく。
倫太郎のことはいつもからかってその反応を楽しんでいるが、助手としても信頼している。
倫太郎の家族を逃がすのに失敗し、結界材として左腕を失った。
高難 倫太郎
絵馬の助手。外見は小学生くらいの美少年。幼少の折にとある事情から絵馬に引き取られ、育てられた。家事その他に無頓着な絵馬に代わって逆貫家を切り盛りし、ほっておくとどこまでも突っ走っていく絵馬のストッパーを務める。どこまでもウブな心の持ち主で、絵馬にちょっとエッチな話でからかわれては顔を赤くし、そしてその顔が楽しみで絵馬はからかうという無限ループに陥っている。だが本人はそれに気づいてはいない。
天宮 灰理
とある隠れ里のメイドさん。感情をあまり表に出さず、流れに身を任せる生き方をしているが、ある事件をきっかけに徐々に自分の生き方に疑問を抱き始める。2巻以降は、絵馬の逃がし屋に居候してメンバーの仲間入りを果たしている。
隠夜
烏天狗。自称「絵馬のライバル」みたいな存在。絵馬の仕事を邪魔しようとして失敗して以来、絵馬につきまとっている。しかし絵馬の事務所には敵意のある者は入れない結界が張ってあるためになかなか近づけないが、毎日入ろうと頑張っている。絵馬が出てくる時は仕事の時なので絵馬の仕事の手伝いをするはめになっている。

## 既刊一覧
- 水瀬葉月（著）・鳴瀬ひろふみ（イラスト）、メディアワークス〈電撃文庫〉、既刊3巻（2005年1月10日現在）
  - 『結界師のフーガ』、2004年4月25日初版発行（4月10日発売[2]）、ISBN 4-8402-2659-8
  - 『結界師のフーガ2 龍骸の楽園』、2004年8月25日初版発行（8月10日発売[3]）、ISBN 4-8402-2759-4
  - 『結界師のフーガ3 見えない棘の家族』、2005年1月25日初版発行（1月10日発売[4]）、ISBN 4-8402-2910-4